# Onna hissatsu godan ken
Onna hissatsu godan ken (女必殺五段拳) è un film del 1976 diretto da Shigehiro Ozawa, conosciuto anche col titolo internazionale Sister Street Fighter - Fifth Level Fist. Il film rappresenta l'ultimo capitolo della saga inaugurata dal film Onna hissatsu ken, anche se viene considerato un sequel apocrifo - il personaggio principale non è più Lee Long, bensì la giovane Kiku.

## Trama
Kiku è solo una ragazza e i suoi genitori vivono a Kyoto. I suoi genitori disperatamente vogliono che lei li segua per trovare un marito, stabilirsi sull'isola e praticare arti marziali lì. Durante la placida vacanza, si avvia un commercio di droga dal Giappone, commercio che avviene attraverso il nascondere la cocaina nelle statue di Buddha che un ricco industriale sta richiedendo per la sua villa. Il fratello di Michi, Jim - ragazzo che piaceva a Kiku - viene eliminato a causa di questo traffico e Kiku decide di aiutare la polizia a trovare la ragazza e vendicare la morte del fratello di questa.